# Сонечко (платформа)
Со́нечко — пасажирський зупинний пункт Кримської дирекції Придніпровської залізниці на електрифікованій лінії Острякове — Євпаторія-Курорт між станцією Прибережне (2 км) та зупинним пунктом Платформа 54 км (7 км). Розташований в селі  Прибережне Євпаторійського району Автономної Республіки Крим.

## Історія
Зупинний пункт відкритий 1969 року і використовується виключно під час дії літнього розкладу руху приміських електропоїздів.

## Пасажирське сполучення
На платформі зупиняються приміські електропоїзди сполученням Севастополь / Сімферополь — Євпаторія лише в літній період, під час курортного сезону. Приміські квиткові каси на платформі відсутні.